# Karīkān
Karīkān (persiska: کری کان, گَريكان, Garīkān) är en ort i Iran.   Den ligger i provinsen Västazarbaijan, i den nordvästra delen av landet, 700 km väster om huvudstaden Teheran. Karīkān ligger 2 300 meter över havet och antalet invånare är 782.
Terrängen runt Karīkān är huvudsakligen kuperad. Karīkān ligger nere i en dal. Runt Karīkān är det ganska tätbefolkat, med 83 invånare per kvadratkilometer. Karīkān är det största samhället i trakten. Trakten runt Karīkān består i huvudsak av gräsmarker.